# Hrabstwo St. Lucie
St. Lucie – hrabstwo w stanie Floryda w USA. Populacja liczy 277 789 mieszkańców (stan według spisu z 2010 roku).
Powierzchnia hrabstwa to 1782 km² (w tym 299 km² stanowią wody). Gęstość zaludnienia wynosi 187,31 osoby/km².

## Miejscowości
- Fort Pierce
- Port St. Lucie
- St. Lucie Village

## CDP
- Fort Pierce North
- Fort Pierce South
- Hutchinson Island South
- Indian River Estates
- Lakewood Park
- River Park
- White City